# Campylocheta plathypenae
Campylocheta plathypenae är en tvåvingeart som först beskrevs av Curtis W. Sabrosky 1975.  Campylocheta plathypenae ingår i släktet Campylocheta och familjen parasitflugor. Inga underarter finns listade i Catalogue of Life.